# Rødding Sogn (Viborg Kommune)
 For alternative betydninger, se Rødding Sogn. (Se også artikler, som begynder med Rødding Sogn)
Rødding Sogn er et sogn i Viborg Østre Provsti (Viborg Stift).
I 1800-tallet var Løvel Sogn og Pederstrup Sogn annekser til Rødding Sogn. Alle 3 sogne hørte til Nørlyng Herred i Viborg Amt. Rødding-Løvel-Pederstrup sognekommune blev ved kommunalreformen i 1970 indlemmet i Tjele Kommune, som ved strukturreformen i 2007 indgik i Viborg Kommune.
I Rødding Sogn ligger Rødding Kirke.
I sognet findes følgende autoriserede stednavne:
- Batum (bebyggelse, ejerlav)
- Ingstrup (bebyggelse)
- Ingstrup Hede (bebyggelse)
- Loldrup Sø (vandareal)
- Neder Kokholm (bebyggelse, ejerlav)
- Over Kokholm (bebyggelse, ejerlav)
- Rødding (bebyggelse, ejerlav)
- Sødal Skov (areal)
- Vansø (vandareal)